# San Roque (Mariany Północne)
San Roque – miasto w Marianach Północnych (terytorium stowarzyszone ze Stanami Zjednoczonymi), na wyspie Saipan. Według danych szacunkowych na rok 2009 liczy 1 108 mieszkańców. Ośrodek turystyczny; piętnaste co do wielkości miasto kraju.